# Arthur Erickson

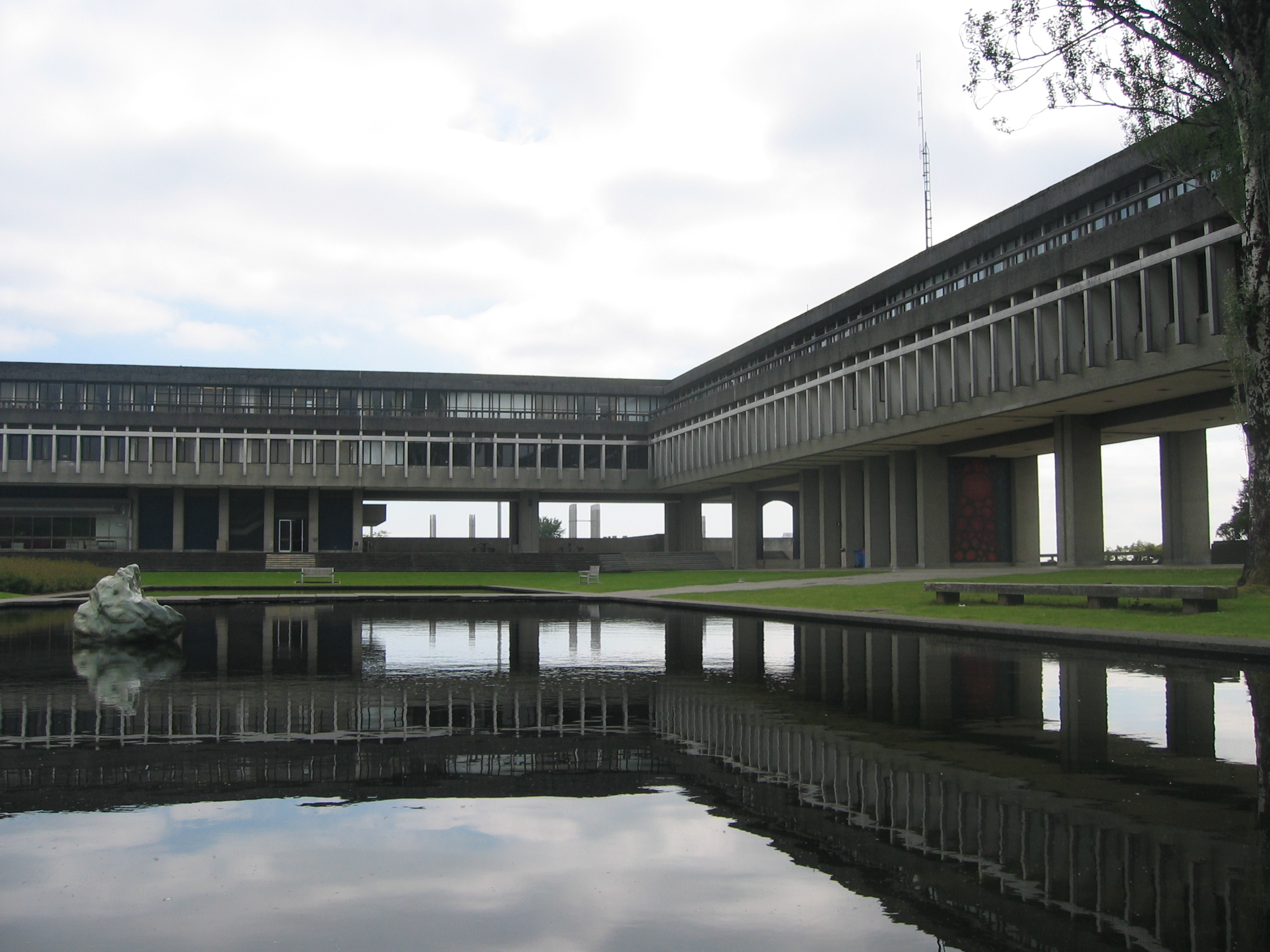
Simon Fraser University (1963)

Arthur Charles Erickson, CC (* 14. Juni 1924 in Vancouver, British Columbia; † 20. Mai 2009 in Vancouver, British Columbia) war ein kanadischer Architekt und Stadtplaner. Er galt als einer der wichtigsten Vertreter der Nachkriegsarchitektur in Kanada.

## Leben
Arthur Erickson trat 1943 in die kanadische Armee ein und war in Indien, Ceylon und Malaysia im Einsatz. 1945 wurde er Offizier des Canadian Intelligence Corps. Nach Kriegsende studierte er zunächst asiatische Sprachen an der University of British Columbia, 1950 beendete er sein Architekturstudium an der McGill University. Von 1957 bis 1963 war er außerordentlicher Professor an der University of British Columbia in Vancouver.
Mit seinem 1963 preisgekrönten Entwurf für die Simon Fraser University wurde er international bekannt. Weitere Aufmerksamkeit erzielte er mit dem Bau des Museum of Glass (MoG) im US-amerikanischen Tacoma sowie der kanadischen Botschaft in Washington, D.C.
1973 wurde er mit der höchsten Auszeichnung Kanadas, dem Order of Canada geehrt. 1975 erhielt er den Auguste-Perret-Preis. 1986 wurde er mit der Goldmedaille des American Institute of Architects (AIA) ausgezeichnet.
Die Presse titulierte ihn als „Concrete Poet“ („Beton-Poet“).

## Wichtige Bauten
- Simon Fraser University, 1963, Burnaby, Kanada
- Haus Graham, 1963, West Vancouver, Kanada
- Büroturm für McMillan Bloedel, 1968–69, Vancouver, Kanada
- University of Lethbridge, 1968, Lethbridge, Alberta, Kanada
- Kanadischer Pavillon auf der Weltausstellung in Osaka, 1970, Japan
- University of Lethbridge, 1972, Alberta, Kanada
- Museum of Anthropology, Vancouver, Kanada
- Haus auf Fire Island, 1977, Sayville, USA
- U-Bahn-Stationen Eglinton West und Yorkdale, 1978, Toronto, Kanada
- Robson Square, 1980, Vancouver, Kanada
- King’s Landing Condominium, 1984, Toronto, Kanada